# Jarmere Jenkins
 Jarmere Jenkins  (nacido el 25 de noviembre de 1990) es un tenista profesional estadounidense, nacido en la ciudad de College Park. 

## Carrera
Su mejor ranking individual es el N.º 190 alcanzado el 5 de enero de 2015, mientras que en dobles logró la posición 202 el 12 de enero de 2015.
Ha logrado hasta el momento 1 títulos de la categoría ATP Challenger Tour en la modalidad de dobles.

### 2014
En febrero del año 2014, ganó el título de dobles del Challenger de Adelaida, disputado en Australia. Lo hizo junto al neozelandés Marcus Daniell como pareja y derrotaron en la final a la pareja australiano-neozelandesa formada por Dane Propoggia y Jose Rubin Statham.

## Títulos; 1 (0 + 1)
| Leyenda                     | Individuales | Dobles |
| --------------------------- | ------------ | ------ |
| Grand Slam                  | 0            | 0      |
| ATP World Tour Finals       | 0            | 0      |
| ATP World Tour Másters 1000 | 0            | 0      |
| ATP World Tour 500 Series   | 0            | 0      |
| ATP World Tour 250 Series   | 0            | 0      |
| ATP Challenger Series       | 0            | 1      |

### Dobles
| N.º | Fecha      | Torneo                 | Superficie | Pareja         | Oponentes en la final             | Resultado |
| --- | ---------- | ---------------------- | ---------- | -------------- | --------------------------------- | --------- |
| 1.  | 09.02.2014 | Challenger de Adelaida | Dura       | Marcus Daniell | Dane Propoggia Jose Rubin Statham | 6-4, 6-4  |